# Tituly a vyznamenání Władysława Sikorského

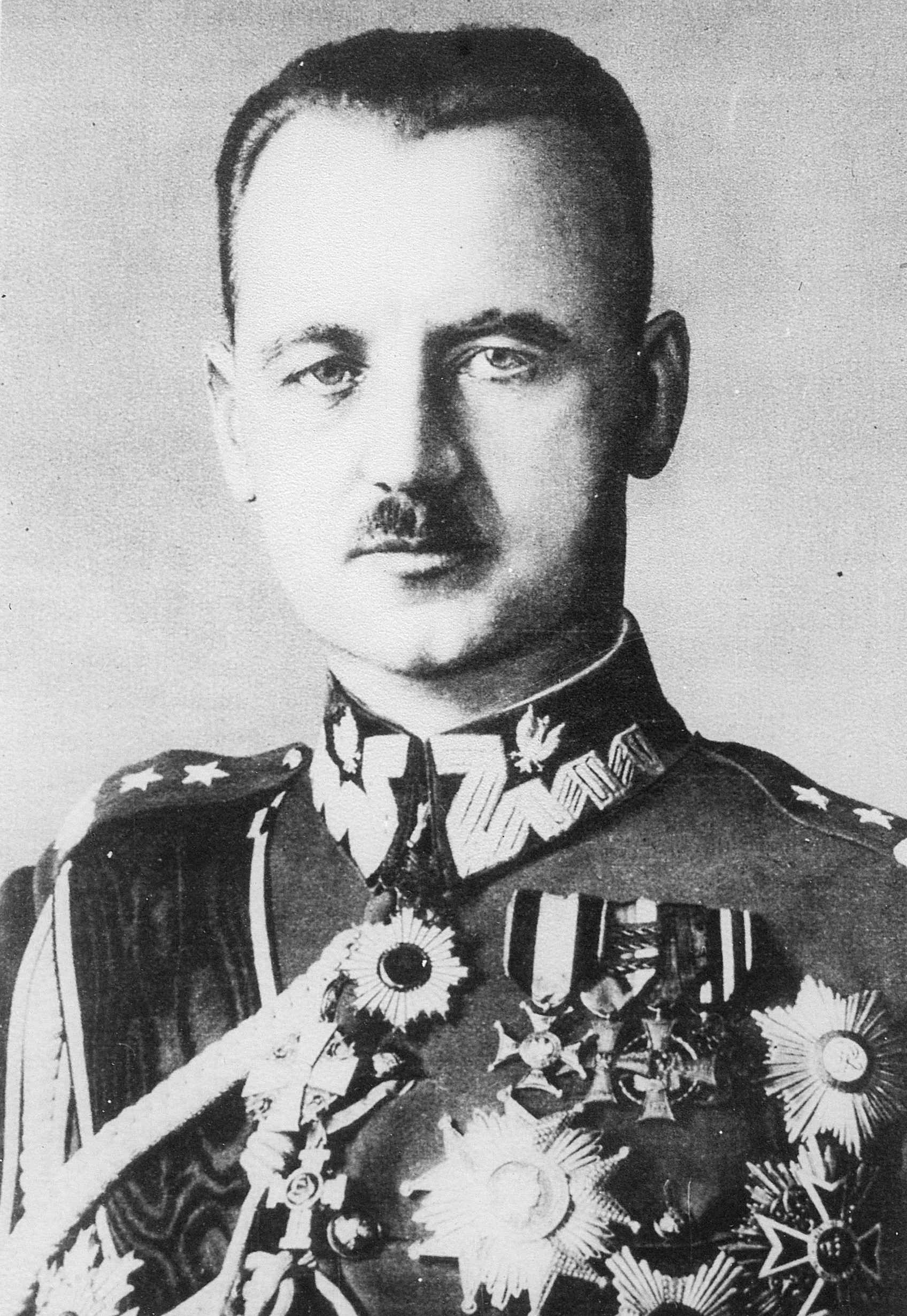
Władysław Sikorski v generálské uniformě s řadou vyznamenání

Władysław Sikorski, polský generál a předseda polské exilové vlády, během svého života obdržel řadu vojenských i civilních řádů a medailí.

## Vyznamenání

### Polská vyznamenání
- Řád bílé orlice in memoriam – 14. července 1943 – udělil Władysław Raczkiewicz za významné a vynikající služby pro slávu a prospěch Polské republiky v pozici předsedy vlády a vrchního velitele ozbrojených sil[1]
- komtur Řádu Virtuti Militaria – 19. prosince 1923[2][3]
- stříbrný kříž Řádu Virtuti Militaria – 15. března 1921[4]
- velkokříž Řádu znovuzrozeného Polska – 2. května 1923
- velkodůstojník Řádu znovuzrozeného Polska – 29. prosince 1921
- Kříž nezávislosti[5]
- Řád grunwaldského kříže I. třídy in memoriam – 2. července 1946[6]
- Kříž za chrabrost[5]
- Záslužný kříž
- Pamětní medaile na válku 1918–1921[5]
- Medaile Desetiletí znovuzískané nezávislosti[5]

### Zahraniční vyznamenání
- Belgie
  -  velkodůstojník Řádu Leopoldova[5]
- Československo
  -  Řád Bílého lva I. třídy, vojenská skupina – Československo, 7. srpna 1925[5][7]
  -  Československý válečný kříž 1914–1918[5]
  -  Československý válečný kříž 1939
- Estonsko
  -  Kříž svobody III. stupně I. třídy – 29. dubna 1925[5][8][9]
  -  Kříž svobody I. stupně II. třídy – 2. června 1922[5][10]
- Finsko
  -  velkokříž Řádu bílé růže[5]
  -  komtur I. třídy Řádu bílé růže – 1922[11]
- Francie
  -  velkokříž Řádu čestné legie – 30. prosince 1924
  -  komandér Řádu čestné legie – 28. května 1921[12]
- Italské království
  -  velkokříž Řádu italské koruny[5]
- Japonsko
  -  velkostuha Řádu vycházejícího slunce[5]
- Jugoslávie
  -  velkokříž Řádu svatého Sávy – 1924
  -  velkokříž Řádu bílého orla
- Lotyšsko
  -  velkodůstojník Řádu tří hvězd – 1928
- Mexiko
  -  velkokříž Řádu aztéckého orla – 1942[13]
- Norsko
  -  Válečný kříž in memoriam – srpen 1943
- Rumunsko
  -  velkokříž Řádu rumunské koruny[5]
  -  velkodůstojník Řádu rumunské hvězdy[5]